# 雙點鋸鮨
雙點鋸鮨為輻鰭魚綱鱸形目鱸亞目鮨科的其中一種，分布於西大西洋區，從美國南卡羅來納州至古巴海域，棲息深度可達150公尺，體長可達15公分，生活在海藻生長的岩礁區，為底棲性魚類，屬肉食性，生活習性不明。

## 擴展閱讀
維基物種上的相關：雙點鋸鮨